# Parapsyche apicalis
Parapsyche apicalis är en nattsländeart som först beskrevs av Banks 1908.  Parapsyche apicalis ingår i släktet Parapsyche och familjen ryssjenattsländor. Inga underarter finns listade i Catalogue of Life.